# 克尼特林根
克尼特林根（德語：Knittlingen，發音：[ˈknɪtlɪŋən] ⓘ）是德国巴登-符腾堡州卡尔斯鲁厄行政区恩茨县的城市，面积26.33平方千米，2023年12月31日人口为8,208人。